# فرضية السوق التكيفية
فرضية السوق التكيفية كما اقترحها أندرو لو هي محاولة للتوفيق بين النظريات الاقتصادية القائمة على فرضية كفاءة السوق(التي تعني أن الأسواق فعالة) والاقتصاد السلوكي، من خلال تطبيق مبادئ التطور على التفاعلات المالية: المنافسة، والتكيف، والانتقاء الطبيعي. هذا الرأي جزء من مدرسة فكرية أوسع تُعرف باسم الاقتصاد التطوري.
في ظل هذا النهج، يمكن للنماذج التقليدية للاقتصاد المالي الحديث أن تتعايش مع النماذج السلوكية. وهذا يشير إلى أن المستثمرين قادرون على تخصيص ديناميكي أمثل. يجادل أندرو لو بأن الكثير مما يستشهد به السلوكيون كأمثلة مضادة للعقلانية الاقتصادية - النفور من الخسارة، والثقة المفرطة، والمبالغة في رد الفعل، وغيرها من التحيزات السلوكية - يتوافق مع نموذج تطوري للأفراد الذين يتكيفون مع بيئة متغيرة باستخدام أساليب استدلالية بسيطة. حتى الخوف والجشع اللذين يعتبرهما السلوكيون السبب المعتاد في فشل التفكير العقلاني مدفوعان بقوى تطورية.

## بداية الفرضية
وفقًا لأندرو لو يمكن اعتبار فرضية السوق التكيفية نسخة جديدة من فرضية السوق الكفؤة مستمدة من المبادئ التطورية:
يقصد بالأنواع مجموعاتٍ مُتميزة من المشاركين في السوق يتصرف كلٌّ منها بطريقةٍ مشتركة - مديرو صناديق التقاعد، والمستثمرون الأفراد، وصناع السوق، ومديرو صناديق التحوّط، إلخ.
إذا تنافست عدة مجموعاتٍ من المشاركين في سوقٍ واحدة على موارد نادرةٍ نسبيًا فمن المرجح أن تكون هذه السوق عالية الكفاءة (على سبيل المثال، سوق سندات الخزانة الأمريكية لعشر سنوات، والتي تعكس معظم المعلومات ذات الصلة بسرعةٍ كبيرة). من ناحيةٍ أخرى إذا تنافس عددٌ قليلٌ من الأنواع على موارد وفيرةٍ نسبيًا فسيكون هذا السوق أقل كفاءةً (على سبيل المثال، سوق اللوحات الزيتية من عصر النهضة الإيطالية).
لا يمكن تقييم كفاءة السوق في الفراغ لأن الاعتماد بشكل كبير يكون على السياق وديناميكيته. باختصار ترتبط درجة كفاءة السوق بالعوامل البيئية التي تميز بيئة السوق مثل عدد المنافسين في السوق وحجم فرص الربح المتاحة وقدرة المشاركين على التكيف. يفترض لو أن التفضيل هو الذي يحرك النظام وليس العكس.

### المعلومات الكاملة للمراجع
- Lo, Andrew W. (2004). "The Adaptive Markets Hypothesis: Market Efficiency from an Evolutionary Perspective" (PDF). Journal of Portfolio Management. 5. ج. 30: 15–29. DOI:10.3905/jpm.2004.442611. S2CID:14128508. مؤرشف من الأصل (PDF) في 2022-04-02.